# Мовсес III (католикос)
Мовсес III — 33-й глава алуанского католикосата Армянской апостольской церкви, сменил прошлого католикоса Иоанна III.
Пробыл на должности полгода, ему наследовал Давид IV.